# East London
Londres Oriental, ou East London e por vezes referida como Buffalo City, é uma cidade localizada na costa sudeste da África do Sul, na Municipalidade Local de Buffalo City, no Distrito Amatole da província do Cabo Oriental. A cidade fica na costa do Oceano Índico, em grande parte entre o rio Buffalo e o rio Nahoon, e é a porta do país, o único porto fluvial. East London tem hoje uma população de 400 000, com mais de 1,4 milhões na região metropolitana.

## Ligações Externas
- East London, Eastern Cape, South Africa
- Official website of Buffalo City
- Official website of the East London Industrial Zone
- Border-Kei Chamber of Business Website
- A real estate agency's description of East London's history and amenities